# Drużba (obwód żytomierski)
Drużba  (ukr. Дружба) – osiedle typu miejskiego na Ukrainie w rejonie olewskim obwodu żytomierskiego.

## Historia
W 1989 liczyła 1021 mieszkańców.